# Emilia Nyström
Pour les articles homonymes, voir Nyström.
Emilia Nyström, née le 13 septembre 1983 à Athènes, est une joueuse de beach-volley finlandaise.

## Carrière
Avec sa sœur jumelle Erika Nyström, elle remporte la médaille de bronze des Championnats d'Europe en 2010.

## Palmarès

### Jeux olympiques d'été
- Néant

### Championnats du monde de beach-volley
- Néant

### Championnats d'Europe de beach-volley
- Médaille de bronze en 2010 à Berlin (Allemagne) avec Erika Nyström